# صلاح أبو هنود
صلاح الدين حسن أبو هنّود من أوائل المنتجين والمخرجين الذين تخصصوا في مجال الدراما في الأردن. التحق للعمل في التلفزيون الأردني منذ تأسيسه عام 1968 ودرس الإخراج التلفزيوني في البي بي سي في لندن.

## نشأته
ولد صلاح أبو هنّود في عصيرة الشمالية من قضاء نابلس في 20 سبتمبر 1944. درس في مدارسها الابتدائية ثم انتقل إلى نابلس لاستكمال دراسته الثانوية. التحق بالجامعة الأردنية ليتخرج منها عام 1967 حائزا على شهادة الباكالوريوس في علم النفس. وهذا من أسباب اتجاهه نحو الإخراج الدرامي؛ كون فهم النفس البشرية مهم في بناء الشخصيات الدرامية، وهو عنصر مهم يساهم في نجاح عمل المخرج. بدأ في ممارسة إخراج البرامج ثم انتقل بعد فترة وجيزة إلى الإخراج الدرامي.
انتقل إلى العمل في تلفزيون دبي عند نشأته عام 1974 ويعتبر مِن مَن ساهموا في تأسيسه. وقد قام بإخراج مجموعة من المسلسلات الدرامية منها التاريخي والبدوي والريفي والحديث. إلا أنه عاد إلى عمان ليستمر في نشاطه المهني. وعادأثناءها ولفترة من الزمن للعمل في التلفزيون الأردني مشرفا عاما للدراما ثم مديرا للبرامج. كما كان مستشارا للنصوص في مؤسسة الخليج للأعمال الفنية التابعة لتلفزيون دبي.
عمل لبعض الوقت رئيس قسم الوسائط المساندة في جامعة القدس المفتوحة. ويذكر أنه بعيد عام 1969 كان له نشاط في السينما الفلسطينية. كما أن نشاطه الإخراجي تعدى التلفزيون إلى المسرح والإذاعة أيضاً.
يعمل الآن مديرا لدائرة تطوير الأعمال في المركز العربي للخدمات السمعية والبصرية في عمان.

## من أعماله الدرامية للتلفزيون
عمل مع صلاح أبو هنود في مسلاسلاته التي أخرجها نخبة من الممثلين السوريين والأردنيين واللبنانين والمغاربة. فقد أدت منى واصف دور الخنساء، وأدت نضال الأشقر دور شجرة الدر. وشارك أيضا طلحت حمدي في نمر العدوان مع سلمى المصري ومحمود أبو غريب ونبيل المشيني ومحمد العبادي ، أما حسن أبو شعيرة وملك سكر وعادل عفانة ووليد بركات وهند الطاهر فقد اشتركوا في مسلسل رجم الغريب وشفيقة الطل ونبيل المشيني ومحمد العبادي وهشام هنيدي في مسلسل عبد الرحم الكواكبي.
| مسلسلات من تراث العرب والمسلمين |

| رقم | المسلسل | المؤلف | سيناريو وحوار | إنتاج | سنة | مدة |

| 1  | الخنساء             | الدكتور وليد سيف | الدكتور وليد سيف | دبي                     | 1977 | 13 ساعة  |
| 2  | عروة بن الورد       | الدكتور وليد سيف | الدكتور وليد سيف | دبي                     | 1978 | 13 ساعة  |
| 3  | شجرة الدر           | الدكتور وليد سيف | الدكتور وليد سيف | دبي                     | 1979 | 28ساعة   |
| 4  | طرفة بن العبد       | الدكتور وليد سيف | الدكتور وليد سيف | الشركة الأردنية للإنتاج | 1982 | 15 ساعة  |
| 5  | جبل الصوان          | الدكتور وليد سيف | الدكتور وليد سيف | الشركة الأردنية للإنتاج | 1983 | 15 ساعة  |
| 6  | الصعود إلى القمة    | الدكتور وليد سيف | الدكتور وليد سيف | دبي                     | 1985 | 21 ساعة  |
| 7  | أبو فراس الحمداني   | يوسف أبو ريشة    | يوسف أبو ريشة    | تلفزيون أبو ظبي         | 1979 | 15 ساعة  |
| 8  | عبد الرحمن الكواكبي | محمود شقير       | محمود شقير       | دبي                     | 1980 | 13 ساعة  |
| 9  | حتى آخر جندي        | يوسف أبو ريشة    | يوسف أبو ريشة    | الشركة الأردنية للإنتاج | 1989 | 15 ساعة  |
| 10 | وشم على جدار الزمن  | إبراهيم الصادق   | إبراهيم الصادق   | دبي                     | 1994 | 34- ساعة |
| 11 | أبو حيان التوحيدي   | خيري الذهبي      | خيري الذهبي      | دبي                     | 1995 | 15 ساعة  |

| مسلسلات دراما شعرية |

| رقم | المسلسل | المؤلف | سيناريو وحوار | إنتاج | سنة | مدة |

| 1 | محاكمة بن المقفع | معين بسيسو | معين بسيسو | التلفزيون الأردني | 1982 | 7 ساعات |
| 2 | رسائل إلى العالم | معين بسيسو | معين بسيسو | دبي               | 1981 | 12 ساعة |

| مسلسلات باللهجة البدوية الأردنية |

| رقم | المسلسل | المؤلف | سيناريو وحوار | إنتاج | سنة | مدة |

| 1 | نمر العدوان     | روكس بن زائد العزيزي | خالد حمدي عبد العزيز هلال | دبي               | 1975 | 15 ساعة |
| 2 | رجم الغريب      | روكس بن زائد العزيزي | خالد حمدي عبد العزيز هلال | دبي               | 1976 | 15 ساعة |
| 3 | حدث في المعمورة | محمود شقير           | محمود شقير                | التلفزيون الأردني | 1980 | 13 ساعة |
| 4 | محاكم بلا سجون  | روكس بن زائد العزيزي | محمود الزيودي             | دبي               | 1987 | 5 ساعات |

| مسلسلات باللهجة الفلسطينية |

| رقم | المسلسل | المؤلف | سيناريو وحوار | إنتاج | سنة | مدة |

| 1 | حكايات أبو رجيع | نمر سرحان        | نمر سرحان        | التلفزيون الأردني | 1971       | 13 ساعة |
| 2 | ممنوع التجول    | راكان المجالي    | راكان المجالي    | التلفزيون الأردني | 1970       | 1 ساعة  |
| 3 | الدرب الطويل    | الدكتور وليد سيف | الدكتور وليد سيف | دبي               | 1998 -2000 | 30 ساعة |

| مسلسلات باللهجة السورية |

| رقم | المسلسل | المؤلف | سيناريو وحوار | إنتاج | سنة | مدة |

| 1 | الحب والشتاء         | خالد حمدي   | خالد حمدي   | دبي                     | 1977 | 13 ساعة |
| 2 | دكان الدنيا          | ممدوح عدوان | ممدوح عدوان | الشركة الأردنية للإنتاج | 1986 | 15 ساعة |
| 3 | أحلام الطيور الصغيرة | ممدوح عدوان | ممدوح عدوان | الشركة العربية للإنتاج  | 1988 | 5 ساعات |

| دراما من الأدب العالمي |

| رقم | المسلسل | المؤلف | سيناريو وحوار | إنتاج | سنة | مدة |

| 1 | آسف النمرة غلط  | ----         | عبد الرحيم عمر | التلفزيون الأردني | 1969 | 1 ساعة  |
| 2 | الفخ            | روبرت توماس  | هاني صنوبر     | التلفزيون الأردني | 1970 | 5 ساعات |
| 3 | المنجم          | ----         | سهيل الياس     | التلفزيون الأردني | 1970 | 1 ساعة  |
| 4 | ورق الشجر       | ----         | ----           | التلفزيون الأردني | 19-- | 1 ساعة  |
| 5 | سوف يهبط الظلام | أجاثا كريستي | ----           | التلفزيون الأردني | 1971 | 6 ساعات |

## إخراجه للبرامج التلفزيونية

### البرامج الثقافية
| - حديث المساء - تقديم عصام العجلوني - 6 ساعات - هدي الإسلام - تقديم إبراهيم زيد الكيلاني 26 ساعة - عيون الشعر - تقديم د. وليد سيف 13 ساعة | - أدباء في المحنة - تقديم د. وليد سيف - 13 ساعة - فن العمارة العربية الإسلامية - تقديم د. وليد سيف - 13 ساعة |

### البرامج العلمية
- العلوم للاطفال - إعداد خالد سعادة - 13 ساعة
- برامج مختلفة لجامعة القدس المفتوحة إعداد نخبة من اساتذة الجامعات	12 ساعة

### برامج المسابقات والمنوعات
العديد من برامج المسابقات والشباب والرياضة والمنوعات 100 ساعة
- شريف العلمي - سين جيم
- رافع شاهين
- زاهية عناب

## مسرحيات من إخراجه
وقد عمل في المسرح منذ أن كان طالبا في الجامعة كمخرج وممثل حتى احترف الفن بعد تخرجه
| - أريد أن اقتل – توفيق الحكيم - مشكلة في القصر فرينك مولنار - مركب بلا صياد – أليخاندرو كاسونا | - كم أنت جميل أيها الرجل – جان جيرود - أفول القمر – جون شتاينبك - هواية الحيوانات الزجاجية – تينيسي وليامز | - الوعد – ألكسندر زورباتوف - المفتاح – جمال أبو حمدان - الفخ – روبرت توماس |

## إخراج إذاعي
أخرج صلاح أبو هنود مجموعة كبيرة من الأعمال الإذاعية منها
| - يرتفع الستار - طبيب الشمال - سلمان الفارسي | - ذهب مع الريح - الإلياذه - اللؤلؤة والصياد |

## نشاطات إعلامية أخرى

### عضويته في
- رابطة الفنانين الأردنيين - رئيساً لمدة ست سنوات
- النادي السينمائي الأردني - عضو مؤسس
- جمعية الحنونة للثقافة الشعبية - عضو مؤسس وعضو هيئة إدارية سابق
- نقابة الفنانين - عضو عامل
- عضو اللجنة التوجيهية لمنتدى احترام ثقافة القانون
- عضو مجلس أمناء مركز الأميرة هيا

### التحكبم
- لجنة تحكيم مهرجان بغداد الدولي للتلفزيون - عضو ومقرر لجنة التحكيم
- لجنة تحكيم مهرجان المسرح الثاني في الأردن – رئيس لجنة التحيكم
- عضو اللجنة الوطنية لدعم الثقافة والفنون – نائب رئيس المكتب التنفيذي –سابقا. الأردن
- لجنة تحكيم مهرجان القاهرة السادس للإذاعة والتلفزيون – مقرر لجنة التحكيم

## مخطاطاته المستقبلية
ضمن أعماله كمدير لدائرة المحتوى التي يهيئها للإنتاج، رواية الكاتبة الجزائرية أحلام مستغانمي ذاكرة الجسد.

## الجوائز والشهادات التقديرية
- جائزة الدولة التقديرية - فن الإخراج 2006
- ميدالية الحسين للتفوق - من الدرجة الأولى 1995
- وسام الاستحقاق من الدرجة الأولى - ليبيا 1989
- درع رابطة الفنانين الأردنيين
- درع التلفزيون الأردني
- شهادات تقدير من العديد من المؤسسات الثقافية والفنية المحلية والعربية

## وصلات خارجية
- جريدة الغد - مقال كامل عن صلاح أبو هنود